# Filip Adwent
Filip Stanisław Adwent, né le 31 août 1955 à Strasbourg et mort le 26 juin 2005 à Varsovie, est un homme politique polonais membre de la Ligue des familles polonaises (LPR).

## Biographie

### Formation et vie professionnelle
Médecin de formation, il se spécialise ensuite en anesthésie et réanimation. À partir de 1983 et pendant quinze ans, il a organisé l'aide humanitaire dans les villes polonaises de Jarosław, Przemyśl et Rzeszów.
En 2004, il suit des études de troisième cycle en protection de l'environnement à l'université des sciences de la vie de Varsovie (SGGW).

### Engagement politique
Il se présente aux élections législatives du 23 septembre 2001 dans la circonscription de Varsovie-II, en cinquième position de la liste de la LPR que conduit Roman Giertych. Il n'obtient toutefois que 631 votes préférentiels, donc échoue à remporter le seul siège gagné par la Ligue.
Ayant publié en 2003 un ouvrage intitulé « Le travail de l'Union européenne est un fléau pour la Pologne », il est candidat aux élections européennes du 13 juin 2004 dans la circonscription de Rzeszów, à la deuxième place de la liste d'Andrzej Zapałowski. La LPR remporte l'un des deux mandats à pourvoir, et Filip Adwent y est élu en cumulant 81 465 suffrages de préférence.
Au Parlement européen, il siège au sein du groupe Indépendance/Démocratie (IND/DEM) et de la commission de l'Agriculture et du Développement rural.

### Décès
Il est victime d'un accident de la route le 18 juin 2005 sur l'autoroute entre Varsovie et Cracovie aux environs de Grójec, lorsqu'un camion percute sa voiture et deux autres. Sa fille Maria, âgée de 19 ans, et son père Stanisław, âgé de 85 ans, sont tués sur le coup. Lui-même et sa mère Hanna meurent des suites de leurs blessures le 26 juin. Remplacé dans son mandat par Zapałowski le 12 juillet, il est inhumé au cimetière de la ville de Grodzisk Mazowiecki.